# Östergötlands runinskrifter 67
Runinskrift Ög 67 är en runsten som står på Ekeby kyrkogård i Ekeby, Boxholms kommun, Östergötland.

## Stenen
Broocman berättar att kyrkomuren i vapenhuset var där runstenen stod. Den 18 september 1894 återupptäcktes runstenen vid en reparation. Då låg stenen i södra kyrkoväggen, väster som södra kyrkodörren. Runstenen togs ut och restes på kyrkogården av hovpredikant Juhlin.

## Inskriften
Translitterering av runraden:
sirkir × resþi × stin × þana × eftʀ × karna
Normalisering till runsvenska:
Særkiʀ/Sværkiʀ/Sørkiʀ ræisþi stæin þenna æftiʀ Gæiʀna/Karna/Garna.
Översättning till nusvenska:
Särker reste denna sten efter Karne.

### Fotnoter
1. ↑  Fornminnesregistret:
2. 1 2  Samnordisk runtextdatabas, Ög 67, 2014
3. ↑  Erik Brate, red (1911-1918). Sveriges runinskrifter. Bd 2, Östergötlands runinskrifter. Stockholm: KVHAA. http://www.raa.se/runinskrifter/sri_ostergotland_b02_h01_text.pdf